# Almudévar
Almudévar (en aragonés: Almudébar o también Almudébal) es un municipio de la provincia de Huesca (Aragón, España).
Con una superficie de 201,5 km², tiene una población de 2377 habitantes (INE 2020).

## Geografía
Integrado en la comarca de Hoya de Huesca, se sitúa a 20 kilómetros de la capital provincial. El término municipal está atravesado por la autovía Mudéjar (A-23) y por la carretera nacional N-330, entre los pK 546 y 560, además de por las carreteras autonómicas A-1210 y A-1211, que se dirigen a Tardienta, y por una carretera local que permite la comunicación con Alcalá de Gurrea. 
El relieve del municipio es predominantemente llano, ocupando parte de los Llanos de la Violada. La altitud oscila entre los 603 metros al norte (Saso Plano) y los 390 metros al sur. El pueblo se alza a 456 metros sobre el nivel del mar. 
| Noroeste: Alcalá de Gurrea                  | Norte: Lupiñén-Ortilla y La Sotonera (exclave) | Noreste: Chimillas (exclave) y Huesca |
| Oeste: Alcalá de Gurrea y Gurrea de Gállego |                                                | Este: Huesca y Vicién                 |
| Suroeste: Leciñena (Zaragoza)               | Sur: Tardienta                                 | Sureste: Sangarrén                    |

### Clima
Su temperatura media anual es de 12,8 °C y su precipitación anual es de 498 mm.

## Demografía
Almudévar cuenta con una población de 2437 habitantes (INE 2024).
| Gráfica de evolución demográfica de Almudévar entre 1842 y 2021 |
| |
| Población de derecho según los censos de población del INE Población de hecho según los censos de población del INEEn estos censos se denominaba Almudébar: 1842, 1877, 1887, 1897, 1900, 1910, 1920, 1930, 1940 y 1950 |

En el censo de España de 1857, Almudévar figura con 2764 habitantes, siendo el segundo núcleo más poblado del partido judicial de Huesca después de la capital provincial.
Su máximo registro demográfico se produjo justo antes de la Guerra Civil, cuando el municipio tenía más de 3500 habitantes.

## Administración y política
| Período   | Alcalde                 | Partido | Partido |
| --------- | ----------------------- | ------- | ------- |
| 1979-1983 | Antonio Juan Val        | Ind.    |         |
| 1983-1987 | Antonio Juan            | PSOE    |         |
| 1987-1991 | Antonio Juan            | PSOE    |         |
| 1991-1995 | Antonio Juan            | PSOE    |         |
| 1995-1999 | Jaime Dena              | PSOE    |         |
| 1999-2003 | María Antonia Borderías | PSOE    |         |
| 2003-2007 | María Antonia Borderías | PSOE    |         |
| 2007-2011 | María Antonia Borderías | PSOE    |         |
| 2011-2015 | Antonio Labarta Atarés  | PSOE    |         |
| 2015-2019 | Antonio Labarta Atarés  | PSOE    |         |
| 2019-2023 | Antonio Labarta Atarés  | PSOE    |         |
| 2023-2024 | José Luis Abad          | PSOE    |         |
| 2024-2027 | Sofía Avellanas Montori | PSOE    |         |

| Partido político    | Partido político                                   | 2003   | 2007   | 2011   | 2015   | 2019   | 2023   |
| Partido político    | Partido político                                   | Ediles | Ediles | Ediles | Ediles | Ediles | Ediles |
|                     | Partido de los Socialistas de Aragón (PSOE-Aragón) | 6      | 6      | 5      | 5      | 7      | 5      |
|                     | Partido Popular de Aragón (PP)                     | 2      | 2      | 3      | 5      | 3      | 5      |
|                     | Chunta Aragonesista (CHA)                          | 1      | 1      | 2      | 1      | 1      | 1      |
|                     | Ciudadanos (CS)                                    | —      | —      | —      | —      | 0      | —      |
|                     | Podemos                                            | —      | —      | —      | —      | 0      | 0      |
|                     | Partido Aragonés (PAR)                             | 2      | 2      | 1      | —      | —      | —      |
| Total de concejales | Total de concejales                                | 11     | 11     | 11     | 11     | 11     | 11     |

## Economía

### Evolución de la deuda viva municipal
| Gráfica de evolución de la deuda viva del Ayuntamiento entre 2008 y 2019                                           |
| |
| Deuda viva del Ayuntamiento de Almudévar, en miles de euros, según datos del Ministerio de Hacienda y Ad. Públicas |

## Historia

### Edad Antigua
El actual núcleo urbano de Almudévar es heredero de la mansión romana de «Bortina», situada en la Vía Lata que unía Zaragoza con Lérida, pasando por Huesca. El nombre de Bortina, Burtinae o Bostina es de origen íbero o vasco. El historiador del siglo XVI Jerónimo Zurita comenta sobre Almudévar: «En su asiento parece haber sido en los tiempos antiguos población romana y ser el que se llamó Burtina en los pueblos ilérgetes». Se piensa que el poblado existente en el lugar donde hoy se asienta Almudévar pudo haber pertenecido a los vascones, quienes en época de César Augusto aún extendían su territorio hasta Segia, la actual Ejea de los Caballeros. La tradición popular sitúa la primitiva localización de la población en el paraje denominado «Almudévar o Viejo».

### Edad Media
En el siglo V, los visigodos procedentes del sur de Francia se asientan en esta zona y la Vía Lata adquiere aún mayor importancia. En el paraje de Villanueva se encontró una piedra arenisca, de forma circular, con dos caras talladas a bisel y relieve plano; se piensa que pudo haber formado parte de una estela funeraria visigoda.
A la dominación musulmana, entre los años 714 y 1118, debe Almudévar su topónimo. Significa «el redondo», probablemente en alusión a la forma ovalada del lugar donde se asienta el castillo y que hoy se le denomina «Corona». La población islámica era mayoritariamente muladí —descendiente de hispanorromanos— y mozárabe, lo que explicaría el cultivo de la vid en aquella época.

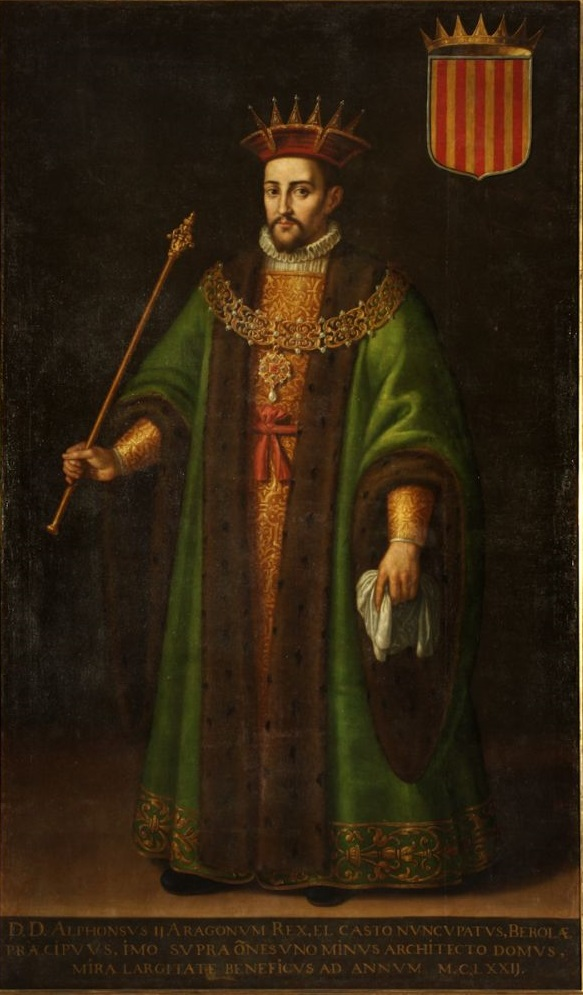
Alfonso II, quien en 1170 otorgó la carta puebla a Almudévar

Almudévar aparece por primera vez mencionada el 28 de abril de 1083, cuando el rey Sancho Ramírez de Aragón dio al Monasterio de San Juan de la Peña las parias de Almudévar. La Crónica de San Juan de la Peña afirma que Pedro I, tras conquistar Huesca, salió en persecución de los musulmanes hasta Almudévar.
Es posible que la conquistara después de 1096, aunque debió de retornar a manos musulmanas, teniendo lugar su conquista definitiva en 1118. Jerónimo Zurita, en sus Anales de la Corona de Aragón, refiere que Alfonso I y sus huestes «partieron para el lugar de Almudévar que tenían los moros muy defendido y fuerte [...] El mesmo día que llegaron poniéndose la gente que dentro había en defensa, le combatieron y entraron por fuerza y fueron los moros llevados a cuchillo por mayor espanto de los que no se querían dar y confiaban en la fuerza de los castillos y lugares fuertes».
Parece que la localidad estuvo casi totalmente despoblada durante la Reconquista por las matanzas de los gascones (1118), decidiéndose repoblarla como villa de derecho real para favorecer el desarrollo de la antigua Vía Lata. En mayo de 1170 le fue concedida su carta puebla por Alfonso II, por la cual, además de fijar los términos, los vecinos recibieron el castillo y el cerro donde se asienta para que construyeran allí la iglesia, abadía y casas.
Sin embargo, el reparto de tierras entre sus primeros trescientos pobladores —colonos procedentes en su mayor parte de la Jacetania y Somontano— no se efectúa hasta 1184. En lo que respecta a la población, el primer dato conocido es de ese mismo año, existiendo un documento que registra 300 pobladores, lo que equivale a unos 1200 o 1500 habitantes.
Pedro IV de Aragón, Carlos II de Navarra y Enrique de Trastámara se reunieron en 1364 en el castillo para apoyar a este último en su disputa con Pedro El Cruel en la guerra por el trono de Castilla. Este objetivo finalmente se alcanzó en 1369 a consecuencia del fratricidio de Montiel que colocó a la casa de Trastámara, ya instalada en el trono en Aragón, en el de Castilla.
Atendiendo al mérito y fidelidad de los moradores de Almudévar, se les concedió privilegio de asistencia y voto en las Cortes de Aragón. En el siglo XV el centro de la vida social era la Corona y su castillo. Allí estaban la iglesia principal y el gobierno municipal.

### Edad Moderna y Contemporánea
El siglo XVI supuso una etapa de freno en la economía almudevana y en su población, que se recuperó considerablemente en el siglo siguiente. Es en el siglo XVII cuando comienza a construirse el ayuntamiento, y partir de ese momento el castillo pierde todas sus funciones tanto políticas como administrativas. En esa época se vino abajo la nave central de la iglesia de la Corona, tomándose la decisión de ampliar la iglesia de San Miguel, más céntrica para su utilización como parroquia.
La epidemia de peste que, procedente de África, asoló el levante peninsular a mediados del siglo XVII, llegó a Almudévar en noviembre de 1652, alcanzando su máximo apogeo entre febrero y marzo del año siguiente. Según el libro de difuntos, fueron 76 los fallecidos en la localidad a causa de la mortal plaga.

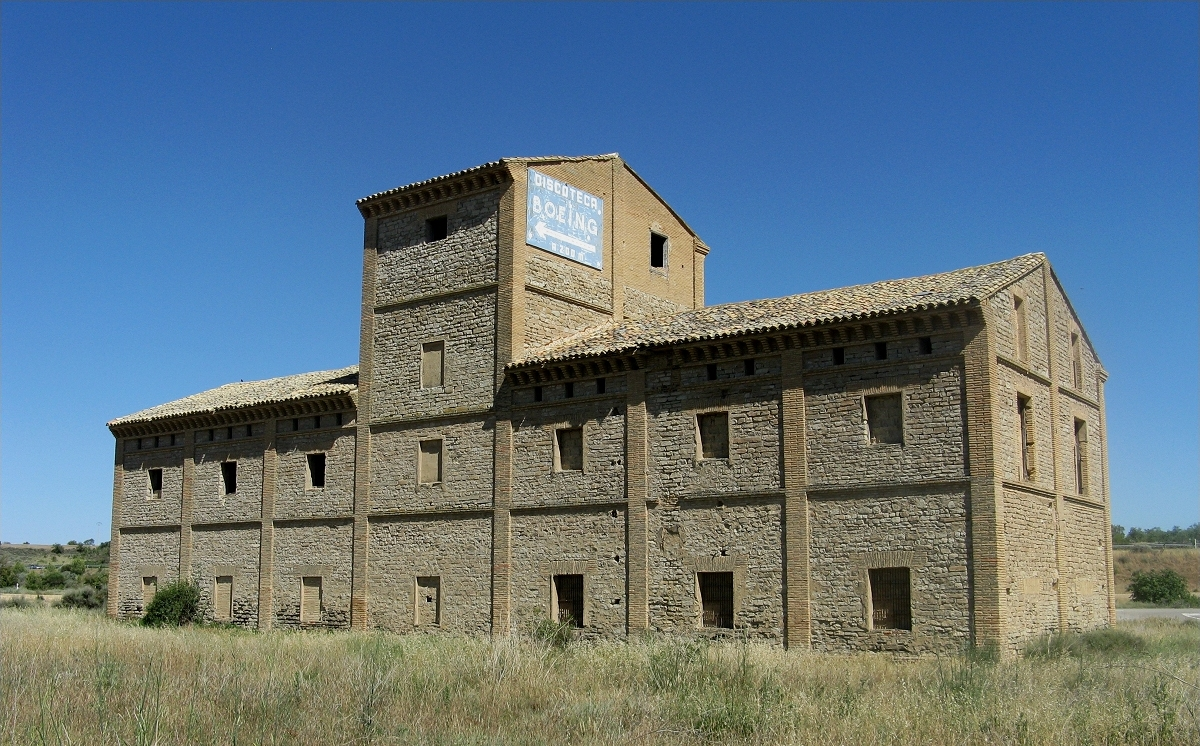
Antigua fábrica de licores "La Corona"

A mediados del siglo XIX, el historiador Pascual Madoz describe así a Almudévar en su Diccionario geográfico-estadístico-histórico de España: «forman la población 371 casas comúnmente de 10 varas de alto; las calles por lo general son cómodas, todas empedradas aunque muy descuidado este; la única plaza que se encuentra es pequeña, sin soportales ni edificios públicos». En ese mismo siglo se perdió el molino de viento de la localidad, que no menciona Madoz, pero sí señala que había seis tiendas de ultramarinos, carnicería, matadero y hornos de pan cocer. 
El siglo XX trajo consigo la construcción del Canal de riegos de los Monegros, concluido en 1929, y del acueducto a Tardienta, inaugurado en 1941. A mediados de ese siglo, en el término municipal de Almudévar fueron construidos tres pueblos de nueva planta por el Instituto Nacional de Colonización (INC): Artasona del Llano, San Jorge y Valsalada. Su diseño se debe al arquitecto zaragozano José Borobio Ojeda.

## Patrimonio

### Arquitectura religiosa

#### Colegiata de Santa María
Colegiata de Santa María, situada en el castillo, tenía una sola nave, con ábside poligonal y bóvedas de crucería, data del siglo XI y ofrece rasgos del románico y del estilo cisterciense. El siglo XVI se construyó la nueva bóveda estrellada, tres capillas laterales y la sacristía por parte de Pedro Irazábal, arquitecto también de la colegiata de Bolea. Todavía se conserva alguna ménsula de estilo renacentista. En 1557 se derrumbó la bóveda, lo que provocó el traslado de la parroquia de Almúdevar al pie de la Corona, al templo románico de san Miguel que pronto pasó a la advocación de Santa María de la Asunción, que es la que conserva.

#### Parroquia de Nuestra Señora de la Asunción

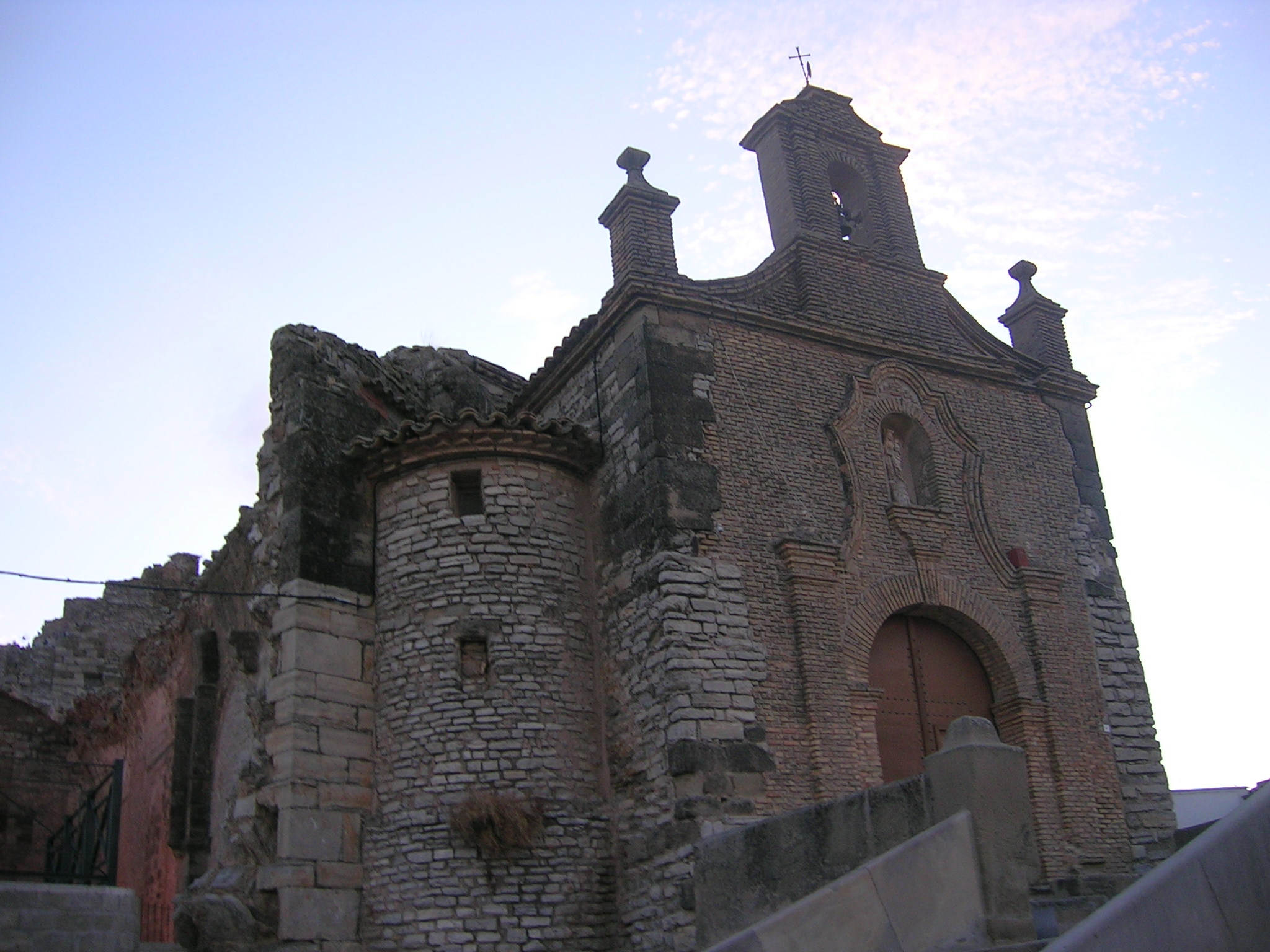
Ermitade la Virgen de la Corona, situda en el lado norte del castillo medieval (S. XVIII)

La iglesia parroquial de la Asunción, inicialmente fue una iglesia románica dedicada a Sn Miguel, en el 1757 se amplió bajo la advocación de Nuestra Señora de la Asunción. Es un edificio amplio, de planta basilical de tres naves, iguales en altura, aunque la nave central es más ancha. El único vestigio de la primitiva iglesia románica de San Miguel es la portada del muro sur. Su interior cuenta con un gran retablo realizado a partir de 1555 por el pintor Juan Catalán y el escultor Juan de Liceyre, siguiendo los modelos propios del Segundo Renacimiento aragonés.

#### Ermita de la Virgen de la Corona
La ermita de la Virgen de la Corona, emplazada el cerro del Castillo, es de origen románico, aunque en 1560 y, más adelante, entre 1759 y 1762 fue profundamente reformada y ampliada. La bóveda es del del siglo XVI, estrellada, consta de una nave con capillas laterales dedicadas a santa Elena, san Ramón Nonato y san Blas. A los pies de la nave se encuentra el coro que dispone de un órgano antiguo. La fachada es barroca, del siglo XVIII, construida al lado de la primitiva colegiata de Santa María.

#### Cruceros
En municipio hay cuatro cruces —Cruz de Santo Domingo, Cruz del Pilar, Cruz del Rosario y Cruz del Carmen— que marcan los hitos de donde parten los caminos principales. La de Santo Domingo, fechada en 1891, muestra en su frente principal a Cristo crucificado y en el otro a la Virgen. La Cruz del Pilar, en la salida del pueblo hacia poniente, se yergue sobre una plataforma escalonada, y es de planta cuadrada.

### El castillo
El castillo de la Corona es un recinto fortaleza de origen musulmán situado sobre el cerro que domina la población. A partir de la guerra para conquistar al-Ándalus se sucedieron distintas obras dentro del recinto, entre las que destacaba la colegiata de Santa María. El recinto defensivo está constituido por urestos arqueológicos medievales, entre los que se distinguen una parte de murallas en el lado sur.

#### Pozo de hielo
El pozo de hielo, llamado popularmente “Pozo chelo”, se encuentra en la Corona, orientado al norte, en el lugar menos soleado. Es una construcción circular, excavada en la roca cubierta por una cúpula de ladrillo. Tiene ventanas en la parte superior para meter y sacar el hielo, y un acceso desde el exterior para las labores de mantenimiento. 
La parte excavada se revestía de cañizos para evitar que el hielo se ensuciara con la arcilla del muro.
Las nieves no son frecuentes en Almudévar; sin embargo, los inviernos dan lugar a que se hielen las balsas cercanas de la Culada y de las Titas. De aquí se extraía el hielo que se transportaba con caballerías y carros al pozo, donde se comprimía con mazos y se almacenaba en capas separadas con paja.
El ayuntamiento sacaba en arriendo la explotación del pozo y su encargado debía mantener la instalación en buenas condiciones y suministrar hielo a las tabernas de la localidad y quienes lo necesitaban para el cuidado de los enfermos.

#### Fuente de los tres caños
Al norte del núcleo urbano se encuentra la fuente de los Tres Caños, obra realizada en sillares de piedra rejuntados con yeso. Forma conjunto con el abrevadero. En la actualidad se utiliza únicamente para riego.

#### Balsa de la Culada
También hay que mencionar la balsa de la Culada, que desde el siglo XVI se empleaba para suministrar agua de boca a la población. Su estructura es totalmente de piedra, destacando su atractiva estructura circular. Tiene lavaderos en los que, en el siglo pasado, se reunían as mujeres del lugar. Se encuentra a cien metros del casco urbano.

### Patrimonio natural
El patrimonio natural «Las Bodegas» engloba un conjunto de bodegas ubicadas en los tres cerros, localmente llamados "coronas", que circundan la población. Excavadas en la propia roca, todas responden prácticamente a una misma tipología arquitectónica, con mínimas variaciones: bodegas con aspecto exterior de cueva, o bodegas cuya parte delantera consta de una pequeña construcción con fachada y cubierta. Son de tamaño variable, con pequeños ensanchamientos donde se encuentran prensas, lagares, toneles para la conservación del vino, respiraderos o «fumeros». Las más antiguas pueden datarse ya en época medieval, aunque los primeros documentos las mencionan en 1765.
Antaño el cultivo de la vid ocupaba grandes extensiones dentro del término municipal, y se obtenía un vino de elevada graduación. En la actualidad la producción ha disminuido notablemente y apenas llega para el consumo particular. En el «Centro de Interpretación El Bodegón», ubicado junto a la ermita de la Virgen de la Corona y el castillo, se rinde homenaje a este patrimonio. Una exposición permanente muestra el patrimonio etnográfico y artístico de la localidad. En los meses de verano desde este punto se inician visitas guiadas a la localidad.

### Fiestas y tradiciones
- Del 7 al 12 de septiembre son las fiestas mayores en honor de la Virgen de la Corona. Antiguamente se celebraba el 15 de agosto, día de la Asunción. Por orden del concejo fechada el 20 de abril de 1765 la fiesta pasa a septiembre. Durante las procesiones cobran especial protagonismo los «Danzantes de Almudévar»: el día 7 la acompañan con sus bailes durante medio kilómetro, desde su ermita a la iglesia parroquial, en la llamada popularmente como «Bajada de la Virgen»; por contra, el día 12 realizan el recorrido inverso, la conocida como «Subida de la Virgen».[24]
- El 15 de mayo se celebran las fiestas menores en honor de San Isidro Labrador.

## Personas destacadas
Dentro del grupo de ilustres que vivieron en los siglos XVII y XVIII señalar a:
- Melchor Alayeto, muerto en Huesca en 1645, catedrático de la Universidad de Huesca y arcediano del Serrablo;[25][26]
- Diego Jerónimo Gallán, fallecido en 1672, catedrático de la Universidad de Huesca, Canciller de Competencias del Reino de Aragón;[25][26]
- Gregorio Alayeto, fallecido en cautiverio en Argel, colegial del Mayor Jiménez, que publicó en Zaragoza en 1779 un libro de matemáticas titulado "Tabla de reducción de las monedas de oro a libras jaquesas y a reales de vellón".[25][26]

Los personajes más destacados de la villa, nacidos en el siglo XIX:
- Doctor Ramón Otal y Mozárabe, jurista nacido en 1800, llegó a ser rector de la Universidad de Huesca;[25][26]
- Bernardo Larrosa Gracia, muerto en 1893, qui escribió una obra de teatro en aragonés;[25][26]
- Ángel Bazán Aured (Almudévar, 1826 - Madrit, 1892), fue el primer farmacéutico español que instaló un laboratorio donde realizó análisis bromatológicos realizando también una meritoria tarea en Zaragoza durante la epidemia de cólera de 1885;[25][26]
- Mosen Mariano Abillana (Almudévar, 1844 - Carrizal, Chile, 1904), misionero en América.[25][26]

Los personajes más destacados de la villa, nacidos en el siglo XX:
- Francisco Ascaso Abadía (Almudévar, 1901 - Barcelona, 1936), uno de los máximos representantes del movimiento anarcosindicalista español.[25][26]

Un vecino legendarioPedro Saputo
Entre los personajes más célebres de Almudévar está el protagonista de la Vida de Pedro Saputo, escrita por Braulio Foz. Esta novela picaresca sigue la tradición del Quijote y se ambienta en la realidad de Aragón de finales del siglo XVI y principios del siglo XVII bajo la visión de un autor de mediados del siglo XIX. Esta novela, «la obra regional más importante de la literatura aragonesa» en opinión de algunos autores, relata las andanzas de Pedro Saputo una biografía que seguramente esté basada en un personaje real que habría sido muy popular en el siglo XVII según estimaba Ricardo del Arco y Garay aunque también llegará a afirmar que contiene «mucho de autobiográfico. Saputo es Foz.» Estudios posteriores apuntan a una transformación de un personaje folclórico, «conocido por su necedad, en protagonista» de novela adquiriendo una personalidad más viva y espabilada.

## Localidades hermanadas
- Lembeye, Francia.[33]